# Polícia Militar do Estado do Tocantins
A Polícia Militar do Estado de Tocantins (PMTO) tem por função primordial o policiamento ostensivo e a preservação da ordem pública no Estado do Tocantins. É Força Auxiliar e reserva do Exército Brasileiro, e integra o Sistema de Segurança Pública e de Defesa Social do Brasil. Seus integrantes são denominados militares dos Estados, assim como os membros do Corpo de Bombeiros Militar do Estado do Tocantins.

## Histórico
A primeira sede do Quartel do Comando Geral (QCG) foi instalado na capital provisória, Miracema do Tocantins; onde atualmente funciona a sede da Companhia Independente da Polícia Militar (6ª CIPM). Em 17 de abril de 1990, após a instalação na Capital definitiva do Estado, o Comando da PMTO mudou-se para Palmas. Posteriormente o QCG passou por mais dois lugares, até ser instalado na sua sede atual, em 21 de abril de 2002, na Avenida LO-05, Quadra AE 304 Sul, Lote 02.

## Surgimento das Polícias Militares
A história das forças policiais no Brasil remonta ao período colonial, com destaque para a Capitania de Minas Gerais. Em 1775, foi criado o Regimento Regular de Cavalaria de Minas (RRCM), considerado a célula mater da Polícia Militar de Minas Gerais (PMMG). Essa reorganização substituiu os antigos terços por corpos auxiliares organizados em regimentos, que atuavam em atividades internas como patrulhamento, repressão e manutenção da ordem pública. Esses regimentos foram empregados, por exemplo, na destruição do Quilombo de Campo Grande, evidenciando seu papel no controle social da época.
Com a vinda da família real portuguesa para o Brasil, a Guarda Real de Polícia permaneceu em Portugal, sendo criada outra equivalente no Rio de Janeiro, com a denominação de Divisão Militar da Guarda Real de Polícia, em 13 de maio de 1809.
Dessa forma, a experiência consolidada pela Capitania de Minas Gerais, com a criação do Regimento Regular de Cavalaria de Minas (RRCM) em 1775, firmou-se como a origem da Polícia Militar de Minas Gerais (PMMG), considerada a mais antiga força policial militar estadual do Brasil. Esse modelo organizacional, pioneiro ao desempenhar funções de patrulhamento, proteção das estradas reais e preservação da ordem pública, serviu de referência para a formação das futuras corporações militares em outras províncias. Assim, a estrutura estabelecida em Minas Gerais precedeu em décadas a criação de outras polícias militares estaduais, consolidando-se como referência histórica e institucional para a implantação dessas forças em todo o território nacional.
A Polícia Militar de Minas Gerais é entendida como a mais antiga expressão de força policial estruturada no Brasil, anterior à criação da Guarda Real de Polícia no Rio de Janeiro em 1809. Assim, conclui-se que a Polícia Militar de Minas Gerais é a polícia militar mais antiga do Brasil. Ademais, a legislação imperial registra a criação de outros corpos policiais nas províncias, como em 1818 no Pará, em 1820 no Maranhão, em 1825 na Bahia e em Pernambuco, e em 1834 no Espírito Santo.